# Війтовецький орнітологічний заказник
Війтове́цький зака́зник — орнітологічний заказник місцевого значення в Україні. Розташований на південно-західній околиці села Війтівці Липовецького району Вінницької області, у долині річки Собок (притока Собу). 
Площею 23 га. Оголошено відповідно до рішення 41 сесії Вінницької обласної ради 7 скликання від 17.12.2019 року № 907. Перебуває у віданні: Війтовецька сільська рада. 
Створений для охорони водно-болотних угідь, утворених ставками на руслі річки, а також заплави з лучно-степовою та чагарниковою рослинністю. 
Орнітофауна заказника в різні періоди року нараховує 93 видів птахів, об'єднаних у 68 родів, 35 родин та 14 рядів. Характер рослинного покриву, гідрографічні та орографічні особливості території зумовлюють істотні відмінності у видовій структурі її авіфауни упродовж різних сезонних періодів.
Окремі види птахів трапляються в межах об'єкту впродовж року. Деякі види можуть тут гніздитись, інші пов'язані з ним трофічно. Це, зокрема, яструб великий, яструб малий, канюк звичайний, куріпка сіра, голуб сизий, дятел звичайний та середній, сойка, сорока, грак, ворона сіра, крук, волове очко, дрізд чорний, синиця довгохвоста, гаїчка болотяна, синиці блакитна та велика, повзик, горобець польовий, зеленяк, щиглик, костогриз, вівсянка звичайна та очеретяна. 
Осінньо-зимова орнітофауна об'єкта формується з названих вище видів птахів та кількох зимуючих: зимняк, омелюх, золотомушка жовточуба, синиця чорна, чиж, чечітка звичайна, снігур. 
У заказнику гніздяться насамперед водоплавні та навколоводні птахи, фонові кампофільні та окремі дендрофільні види. В акваторії ставу регулярно гніздують пірникоза велика, бугай, бугайчик, крижень, пастушок, погонич звичайний, курочка водяна, лиска, рибалочка. У заростях водної рослинності, особливо у верхній частині ставу, гніздяться лунь очеретяний, кобилочка солов'їна, очеретянка лучна, очеретянка велика, синьошийка. 
Відкриті остепнені ділянки з розрідженою деревною і чагарниковою рослинністю на пагорбах в західній частині заказника сприяють гніздуванню окремих кампофільних видів птахів: перепілка, деркач, одуд, жайворонок польовий, плиска жовта, плиска біла, трав'янка лучна, просянка. 
Деревна рослинність на схилі східної частини та по периметру ставу створює умови для гніздування окремих кроногніздових, дуплогніздових та наземногніздових лісових птахів: припутень, горлиця звичайна, крутиголовка, сорокопуд терновий, вивільга, шпак звичайний, кропив'янка чорноголова, кропив'янка прудка, щеврик лісовий, вівчарик-ковалик, вільшанка, соловейко східний, чикотень, дрізд співочий, зяблик.
Також у цей час тут трапляється низка видів водоплавних і навколоводних птахів, що не гніздяться безпосередньо в межах об'єкта, але потрапляють сюди в пошуках їжі: чепура велика, чапля сіра, лелека білий, осоїд, шуліка чорний, боривітер звичайний, мартини звичайний, жовтоголовий, зозуля, серпокрилець чорний та ластівка сільська. Лелека білий та останні два види є облігатними синантропами й потрапляють у заказник з території прилеглого села, де й гніздяться. 
Упродовж сезонних міграційних періодів у межах території можна спостерігати лелеку чорного, лебедя-шипуна, чирянку малу та велику, попелюха, чернь білооку, скопу, підсоколика великого, чайку, крячка чорного, білощокого та річкового. Чисельність та видове багатство мігруючих птахів істотно вище навесні. Осінній проліт виражений слабше. Це спричинюється тим, що досліджена територія активно використовується мисливцями. 
З виявлених 93 видів птахів 87 включено до національних та міжнародних охоронних списків. Так, 15 видів птахів, або 16% фауни об'єкта, включені до додатків конвенції про збереження мігруючих видів диких тварин. 29 видів, або 31%, включені до додатку ІІІ (види фауни, що підлягають суворій охороні) і 58 видів, або 62%, до додатку ІІ (види фауни, що підлягають охороні) Бернської конвенції про охорону дикої флори та фауни і природних середовищ існування в Європі. Нарешті, 4 види включені до Червоної книги України: лелека чорний — статус «рідкісні», чернь білоока та шуліка чорний — статус «вразливі» та скопа — статус «зникаючі».